# USS Lady of the Lake
 (mars 2025).
L'USS Lady of the Lake était une petite goélette de la marine américaine pendant la guerre de 1812. Construite pendant l'été et l'hiver 1812-13 par Henry Eckford de Sacketts Harbor, New York, elle a été lancée le 6 avril 1813 et est entrée en service 13 jours plus tard, sous le commandement du capitaine de voile Flinn.

## Histoire
La goélette est construite sous la supervision personnelle du commodore Isaac Chauncey afin de servir d'aviso sur le lac Ontario et transporter des messages à destination de Niagara, mais elle est rarement utilisée à cette fin. Elle participe par contre à de nombreuses actions sur les Grands Lacs tout au long de la guerre de 1812. Activement employée dans l'escadron de Chauncey, elle participe à l'assaut sur York, au Canada, transportant certaines des troupes du général Henry Dearborn et naviguant près de la côte pour couvrir les troupes avec des tirs de précision. Un mois plus tard, après avoir apporté des fournitures aux troupes à York, elle se joint à l'attaque du fort George le 27 mai, transportant une fois de plus des troupes et utilisant son canon à son avantage. Elle sème le chaos parmi les troupes anglaises et les force à se retirer en faisant sauter le fort derrière elles.
Poursuivant ses opérations sur le lac Ontario, le Lady of the Lake capture la goélette anglaise Lady Murray avec une cargaison de munitions au large de Presqu'ile, près de Brighton, en Ontario, le 16 juin. Elle fonctionne comme aviso et batiment de ravitaillement tout au long de l'été. Le 11 septembre, la goélette fait partie de l'escadron américain qui a affronte les Britanniques sous le commandement du capitaine Sir James Yeo dans une bataille à distance non concluante de trois heures sur le lac Ontario. Elle combat à nouveau avec l'escadron 17 jours plus tard au large de York dans un engagement court mais féroce qui force les Britanniques à se retirer dans la baie de Burlington.
Lors de son dernier combat, le 5 octobre 1813, elle aide trois autres navires américains à attaquer et à capturer les goélettes britanniques Confiance, Hamilton, Mary et le côtre HMS Drummond au large de False Ducks, lac Ontario. En 1814, La « Lady of the Lake » est utilisée comme navire de surveillance entre Gallows et Kingston après la rupture des glaces. Le 24 avril 1814, elle s'approche de Kingston, en Ontario, et note et rapporte l'état de la flotte de l'ennemi, les nouveaux navires en construction et les batteries. Pendant le reste de la guerre, elle transporte des dépêches entre Sackets Harbor et Fort Niagara.
Après la fin de la guerre de 1812, elle est placée en réserve à Sackets Harbor et y reste jusqu'à ce qu'elle soit vendue en 1826.